# Пояна-Мерулуй (Сучава)
Пояна-Мерулуй (рум. Poiana Mărului) — село у повіті Сучава в Румунії. Входить до складу комуни Мелінь.
Село розташоване на відстані 330 км на північ від Бухареста, 31 км на південний захід від Сучави, 120 км на захід від Ясс.

## Населення
За даними перепису населення 2002 року у селі проживали 1267 осіб, усі — румуни. Усі жителі села рідною мовою назвали румунську.

## Відомі особистості
В поселенні народився:
- Ніколае Лабіш (1935—1956) — румунський поет.